# 歩車分離式信号機

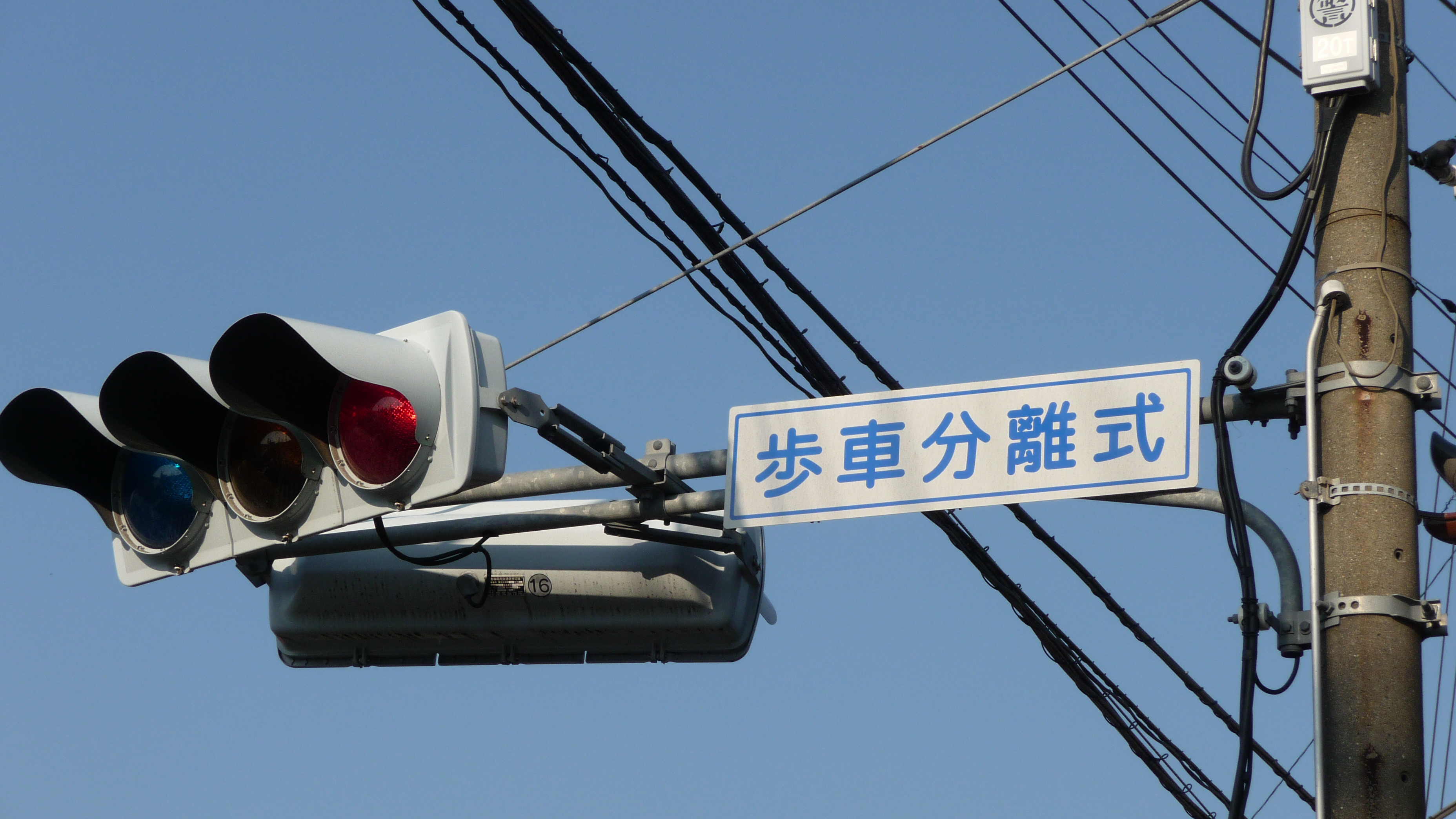
歩車分離式信号機、千葉県市川市

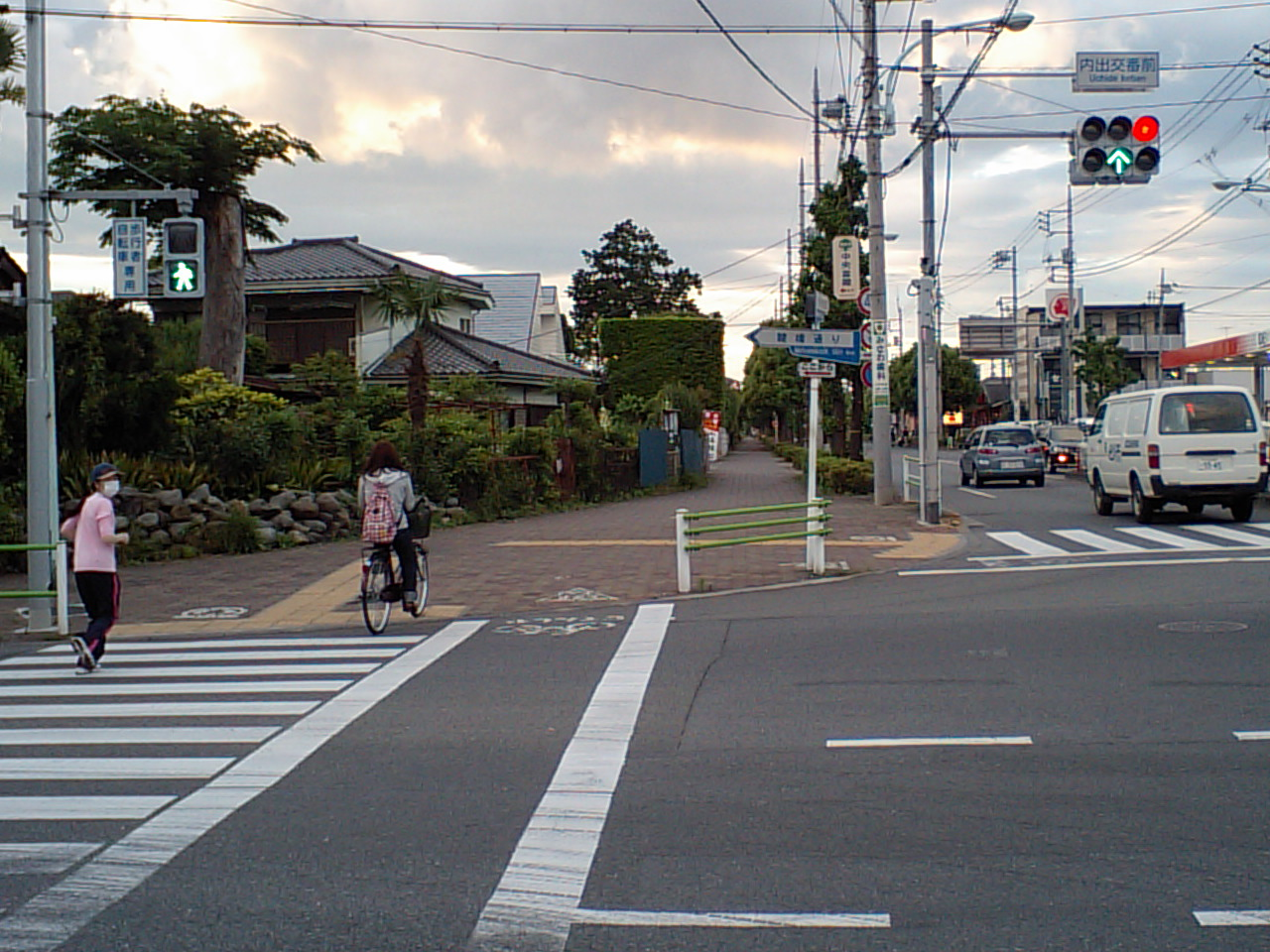
歩車分離式信号機の例
（右左折車両分離方式）（東京都福生市）

歩車分離式信号機（ほしゃぶんりしきしんごうき）とは、交差点において車両と歩行者が交錯することがなくなる、または少なくなる信号表示を行う制御方法（歩車分離制御）によって制御される交通信号機。

## 日本における種類
歩車分離制御の方式には、以下のものがある。
スクランブル方式
全ての車両を停止させ、すべての歩行者を同時に横断させる方式のうち、斜め横断を可能とするもの。
歩行者専用現示方式
全ての車両を停止させ、すべての歩行者を同時に横断させる方式のうち、斜め横断ができないもの。
右左折車両分離方式
歩行者を横断させるときに歩行者と同一方向に進行する車両に右左折をさせない方式。
右折車両分離方式
歩行者を横断させるときに歩行者と同一方向に進行する車両に右折させない方式。
押しボタン式
基本的にはスクランブル方式および歩行者専用現示方式と同様であるが、横断歩道を渡りたい歩行者が設置されているボタンを押したときのみすべての歩行者信号が青になる、押しボタン式信号機のシステムを併用した方式。日中交通量の多い場所では夜間押しボタン式とする場合がある。

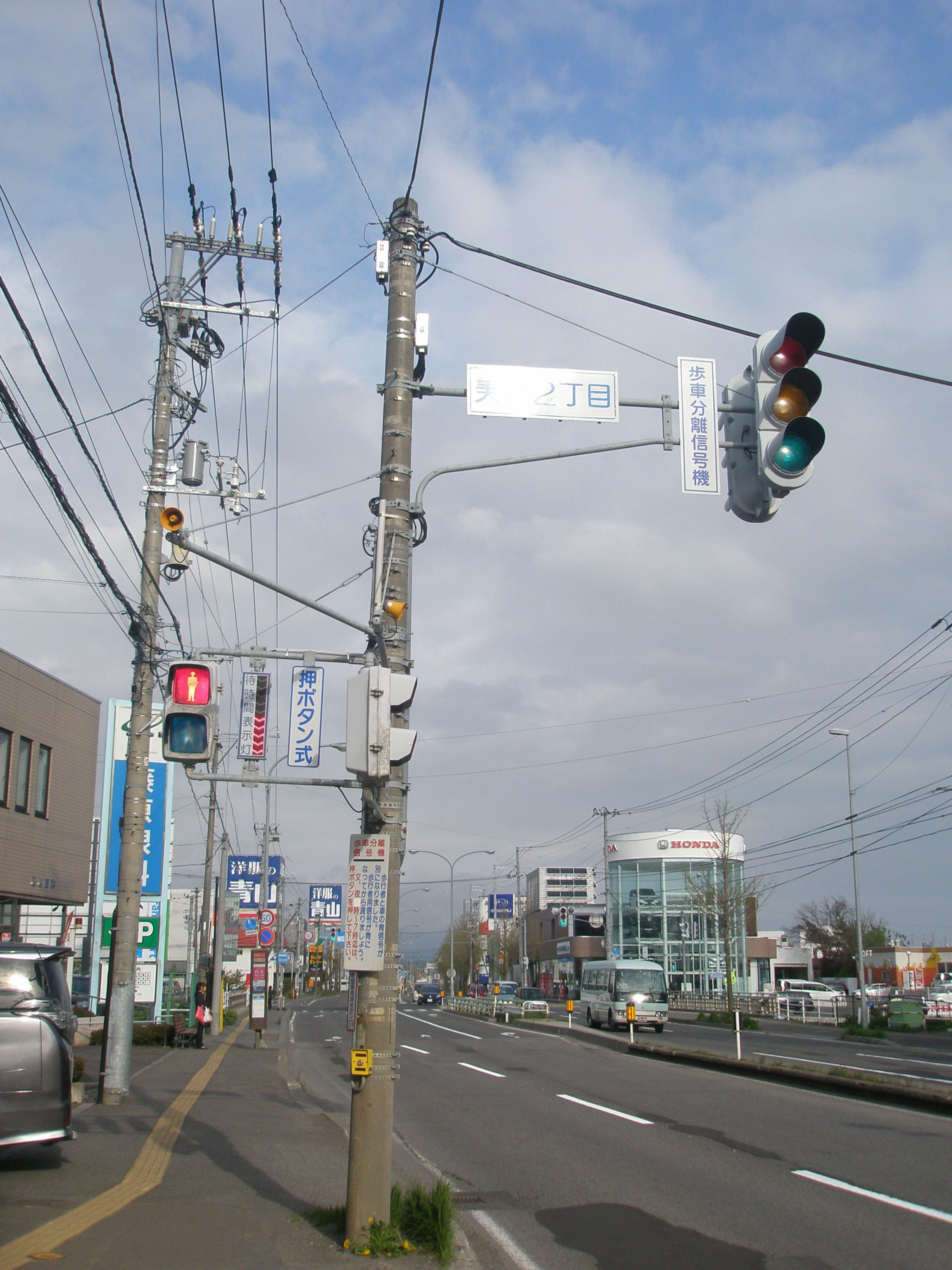
歩車分離式信号機（歩行者専用現示方式・夜間押しボタン式併用）の例

## メリット・デメリット

### メリット
- 道交法通り正しく横断歩道を渡る歩行者が自動車により阻害されず、事故を大きく減らすことができる[4]。警察庁が2002年1月から全国100か所の交差点を対象にモデル運用を実施した際には、交通人身事故の発生件数が約４割、人対車両の事故は約７割減少するなどの安全面での効果が認められている[5]。
- 右左折車両がスムーズに通行できる[2]。特に左折巻き込み事故防止に効果が期待できる。
- 歩行者を気にせず自動車が右左折できるため、渋滞が解消される場合もある。

### デメリット
- 歩行者用信号だけが青信号となる時間があるため、車両の待ち時間が増加し、渋滞が発生することもある[4]。警察庁が2000年初頭に行った合同社会実験の結果は、反対に、渋滞が緩和された事実を報告している[要出典]。
- 歩行者は青になるまでの時間が長いため、信号無視の発生が増加する場合もあるが、歩車分離を採用した信号はいずれも重大事故減少に成功している。
- 横の車両信号が赤になったところを見て、前方の車両信号が青になるという思い込みで発進する「見切り発進」によって、歩行者信号のみが青のときに発進をしてしまうかたちで[6]、信号無視をしてしまう可能性がある。しかしそれはドライバーが歩車分離に慣れるまでの取り締まり強化で対策ができる。また、「歩車分離式」と書かれた表示板を灯器の横や上部、下部に設置して歩車分離式である事を示す表示板が設置される交差点も存在する。
- 視覚障害者は交差点内を走行する自動車の音で信号の色を判断するため、音響装置が設置されていない歩車分離式信号機では視覚障害者の横で止まっていた車が発進した場合でも青信号とは限らず、赤信号でも渡ってしまう可能性がある[7]。
- 歩行者用の信号に従う自転車運転者が多く、自転車の進路と交差する歩行者が自転車に跳ねられる危険性がある。このため、一部の歩車分離式交差点では、車道からは歩行者用の青信号が見えないよう、歩行者の青信号にブラインドが装着されている[8]。

## 日本における導入
歩車分離式信号は歩行者と車両の接触事故を抑えることから、警察庁は2002年9月に「歩車分離式信号に関する指針」を出して、各都道府県警察に対して歩車分離式信号を積極的に設置するよう要請した。しかし、2010年3月末の時点で全ての信号交差点（201,847か所）に対する歩車分離式の割合は2.74%(5,537か所)、2021年3月末の時点で約4.7%(9847か所)にとどまっており、設置率は伸び悩んでいる。警察庁では各都道府県警察に対してこの比率を上げるよう求めている。